# 요시프 스코블라르
요시프 스코블라르(크로아티아어: Josip Skoblar, 1941년 3월 12일 ~ )는 유고슬라비아와 크로아티아의 전직 축구 선수 겸 현직 감독으로, 포지션은 공격수였다.

## 경력

### 클럽
1958년 NK 자다르 소속으로 데뷔했다. 1959년 OFK 베오그라드로 이적했고 팀의 유고슬라비아컵 2회 우승(1962년, 1966년)에 공헌했다. 1966년 독일(당시 서독)의 하노버 96으로 이적했고 57경기에 선발 출전하면서 30득점을 기록했다.
1969년부터 1975년까지 프랑스의 올랭피크 드 마르세유 소속(1966년부터 1967년까지는 임대 이적)으로 있는 동안 팀의 리그 1 2회 우승(1971년, 1972년)과 쿠프 드 프랑스 1회 우승(1972년)에 공헌했고 1971년부터 1973년까지 3년 연속으로 리그 1 득점왕에 올랐다. 특히 1970-71 시즌에서 44득점을 기록했으며 이 기록은 리그 1 한 시즌 개인 최다 득점 기록으로 남아 있다. 1971년 유러피언 골든슈를 수상했다.

### 국가대표
1961년부터 1967년까지 유고슬라비아 대표로 출전하는 동안 32경기에 출전했고 11득점을 기록했다. 1962년 FIFA 월드컵에서 유고슬라비아 대표로 출전했으며 유고슬라비아가 4위를 차지하는 데에 공헌했다. 그의 첫 번째 국가대표 경기는 1961년 5월 7일에 열린 헝가리와의 친선 경기였으며 마지막 국가대표 경기는 서독과의 UEFA 유로 1968 예선 경기였다.

## 수상

### 선수

#### 클럽
- 리그 1 2회 우승 (1971, 1972)
- 쿠프 드 프랑스 1회 우승 (1972)
- 유고슬라비아컵 2회 우승 (1962, 1966)

#### 개인
- 유러피언 골든슈 1회 수상 (1971)
- 리그 1 득점왕 3회 수상 (1971, 1972, 1973)

### 감독
하이두크 스플리트
- 유고슬라비아컵 2회 우승 (1987, 1991)